# 多羅貢
50°36′47″N 29°5′27″E / 50.61306°N 29.09083°E
多羅貢（烏克蘭語：Дорогунь）是烏克蘭北部的村莊，隸屬日托米爾州的日托米爾區。該村面積0.32平方公里，海拔高度187米，2001年人口22，人口密度每平方公里68.97人。